# Diócesis de Nazaré
La diócesis de Nazaré (en latín: Dioecesis Nazaren(sis) in Brasilia y en portugués: Diocese de Nazaré) es una circunscripción eclesiástica latina de la Iglesia católica en Brasil, sufragánea de la arquidiócesis de Olinda y Recife. La diócesis tiene al obispo Francisco de Assis Dantas de Lucena como su ordinario desde el 13 de julio de 2016. 

## Territorio y organización
La diócesis tiene 5956 km² y extiende su jurisdicción sobre los fieles católicos de rito latino residentes en 35 municipios del estado de Pernambuco: Aliança, Bom Jardim, Buenos Aires, Camutanga, Carpina, Casinhas, Chã de Alegria, Condado, Cumaru, Feira Nova, Ferreiros, Frei Miguelinho, Glória do Goitá, Goiana, Itambé, Itaquitinga, João Alfredo, Lagoa do Itaenga, Lagoa do Carro, Limoeiro, Macaparana, Machados, Nazaré da Mata, Orobó, Passira, Paudalho, Salgadinho, Santa Maria do Cambucá, São Vicente Ferrer, Surubim, Timbaúba, Tracunhaém, Vertente do Lério, Vertentes y Vicência.
La sede de la diócesis se encuentra en la ciudad de Nazaré da Mata, en donde se halla la Catedral de la Inmaculada Concepción.
En 2019 en la diócesis existían 39 parroquias.

## Historia
La diócesis fue erigida el 2 de agosto de 1918 con la bula Archidioecesis Olindensis-Recifensis del papa Benedicto XV, obteniendo el territorio de la arquidiócesis de Olinda y Recife.

## Estadísticas
De acuerdo al Anuario Pontificio 2020 la diócesis tenía a fines de 2019 un total de 902 275 fieles bautizados.
| Año                                                                             | Población            | Población | Población      | Sacerdotes | Sacerdotes    | Sacerdotes    | Bautizados por sacerdote | Diáconos permanentes | Religiosos | Religiosos | Parroquias |
| Año                                                                             | Bautizados católicos | Total     | % de católicos | Total      | Clero secular | Clero regular | Bautizados por sacerdote | Diáconos permanentes | Varones    | Mujeres    | Parroquias |
| ------------------------------------------------------------------------------- | -------------------- | --------- | -------------- | ---------- | ------------- | ------------- | ------------------------ | -------------------- | ---------- | ---------- | ---------- |
| 1950                                                                            | 475 875              | ?         | ?              | 32         | 25            | 7             | 14 871                   |                      | 7          | 104        | 22         |
| 1966                                                                            | 679 948              | 710 000   | 95.8           | 52         | 24            | 28            | 13 075                   |                      | 36         | 168        | 21         |
| 1970                                                                            | 750 000              | 780 000   | 96.2           | 44         | 21            | 23            | 17 045                   |                      | 23         | 193        | 21         |
| 1976                                                                            | 736 000              | 768 708   | 95.7           | 33         | 21            | 12            | 22 303                   |                      | 21         | 159        | 21         |
| 1980                                                                            | 780 000              | 800 000   | 97.5           | 29         | 13            | 16            | 26 896                   |                      | 34         | 160        | 21         |
| 1990                                                                            | 865 000              | 883 000   | 98.0           | 34         | 26            | 8             | 25 441                   |                      | 11         | 73         | 24         |
| 1999                                                                            | 803 200              | 1 004 000 | 80.0           | 38         | 30            | 8             | 21 136                   | 1                    | 16         | 74         | 24         |
| 2000                                                                            | 800 000              | 1 000     | 80.0           | 37         | 33            | 4             | 21 621                   | 1                    | 25         | 79         | 26         |
| 2001                                                                            | 800 000              | 1 000     | 80.0           | 38         | 30            | 8             | 21 052                   | 1                    | 13         | 114        | 26         |
| 2002                                                                            | 768 621              | 904 261   | 85.0           | 43         | 33            | 10            | 17 874                   | 1                    | 18         | 104        | 27         |
| 2003                                                                            | 768 621              | 904 261   | 85.0           | 46         | 36            | 10            | 16 709                   | 1                    | 24         | 99         | 28         |
| 2004                                                                            | 768 261              | 904 261   | 85.0           | 46         | 38            | 8             | 16 701                   | 1                    | 10         | 88         | 29         |
| 2013                                                                            | 860 000              | 1 012 000 | 85.0           | 59         | 52            | 7             | 14 576                   | 10                   | 22         | 72         | 38         |
| 2016                                                                            | 881 000              | 1 037 000 | 85.0           | 53         | 47            | 6             | 16 622                   | 10                   | 12         | 63         | 39         |
| 2019                                                                            | 902 275              | 1 062 000 | 85.0           | 68         | 62            | 6             | 13 268                   | 9                    | 15         | 37         | 39         |
| Fuente: Catholic-Hierarchy, que a su vez toma los datos del Anuario Pontificio. |                      |           |                |            |               |               |                          |                      |            |            |            |

## Episcopologio
- Riccardo Ramos de Castro Vilela † (3 de julio de 1919-16 de agosto de 1946 renunció[4])
- Carlos Gouvêa Coelho † (10 de enero de 1948-14 de diciembre de 1954 nombrado obispo de Niterói)
- João de Souza Lima † (6 de febrero de 1955-16 de enero de 1958 nombrado arzobispo de Manaus)
- Manuel Pereira da Costa (20 de junio de 1959-23 de agosto de 1962 nombrado obispo de Campina Grande)
- Manuel Lisboa de Oliveira † (25 de febrero de 1963-7 de noviembre de 1986 renunció)
- Jorge Tobias de Freitas (7 de noviembre de 1986-26 de julio de 2006 retirado)
- Severino Batista de França, O.F.M.Cap. (7 de marzo de 2007-25 de noviembre de 2015 renunció)
- Francisco de Assis Dantas de Lucena, desde el 13 de julio de 2016